# Монц (Луїзіана)
Монц (англ. Montz) — переписна місцевість (CDP) в США, в окрузі Сент-Чарлз штату Луїзіана. Населення — 2106 осіб .

## Географія
Монц розташований за координатами 30°0′56″ пн. ш. 90°27′56″ зх. д. / 30.01556° пн. ш. 90.46556° зх. д. (30.015425, -90.465552).  За даними Бюро перепису населення США в 2010 році переписна місцевість мала площу 7,19 км², з яких 5,54 км² — суходіл та 1,65 км² — водойми.

## Демографія
Згідно з переписом 2020 року у переписній місцевості мешкало 2106 осіб.
Расовий склад населення:
| - 74,26 % — білих - 14,72 % — чорних або афроамериканців - 0,66 % — корінних американців - 0,43 % — азіатів |

До двох чи більше рас належало 3,56 %. Частка іспаномовних становила 5,6 % від усіх жителів.
За віковим діапазоном населення розподілялося таким чином: 30,1 % — особи молодші 18 років, 63,4 % — особи у віці 18—64 років, 6,5 % — особи у віці 65 років та старші. Медіана віку мешканця становила 33,9 року. На 100 осіб жіночої статі у переписній місцевості припадало 102,1 чоловіків;  на 100 жінок у віці від 18 років та старших — 96,5 чоловіків також старших 18 років.
Середній дохід на одне домашнє господарство  становив 86 590 доларів США (медіана — 72 271), а середній дохід на одну сім'ю — 96 953 долари (медіана — 93 214). Медіана доходів становила 62 031 долар для чоловіків та 45 133 долари для жінок. За межею бідності перебувало 8,4 % осіб, у тому числі 5,2 % дітей у віці до 18 років та 18,0 % осіб у віці 65 років та старших.
Цивільне працевлаштоване населення становило 976 осіб. Основні галузі зайнятості: виробництво — 17,7 %, освіта, охорона здоров'я та соціальна допомога — 16,7 %, роздрібна торгівля — 12,0 %, будівництво — 9,5 %.